# 1921 Pala
1921 Pala è un asteroide della fascia principale. Scoperto nel 1973, presenta un'orbita caratterizzata da un semiasse maggiore pari a 3,2843584 UA e da un'eccentricità di 0,3942814, inclinata di 19,26771° rispetto all'eclittica.